# Радіолокаційна астрономія
Радіолокаційна астрономія, або радарна астрономія — це техніка спостереження за астрономічними об'єктами, розташованими на відносно невеликих відстанях від Землі, шляхом відбиття радіохвиль або мікрохвиль від досліджуваного об'єкта та аналізу відбитого сигналу. Радіолокаційна астрономія відрізняється від радіоастрономії тим, що остання є пасивним спостереженням (тобто лише прийомом), а перша — активним (передачею та прийомом). Радіолокація застосовувалась до багатьох тіл Сонячної системи. Радіолокаційна передача може бути імпульсною або неперервною.
Потужність відбитого сигналу радара обернено пропорційна четвертому степеню відстані (закон обернених квадратів для надісланого сигналу помножений на закон обернених квадратів для відбитого сигналу). Така сильна залежність від відстані жорстко обмежує максимальну відстань радіолокації. Модернізовані засоби, збільшена потужність трансивера та вдосконалена апаратура розширили можливості радіолокаційних спостережень.
Радіолокаційні методи надають інформацію, недоступну з інших методів досліджень. Наприклад, вони дозволили перевірку загальної теорії відносності шляхом спостереження за Меркурієм і надання уточнення значення астрономічної одиниці. Радіолокаційні зображення надають інформацію про форми та поверхневі властивості малих тіл Сонячної системи, яку неможливо отримати за допомогою інших наземних методів.

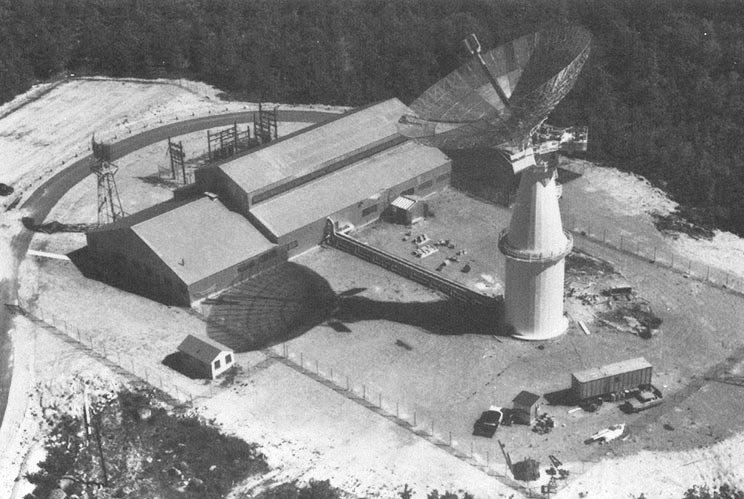
Радар Millstone Hill у 1958 році

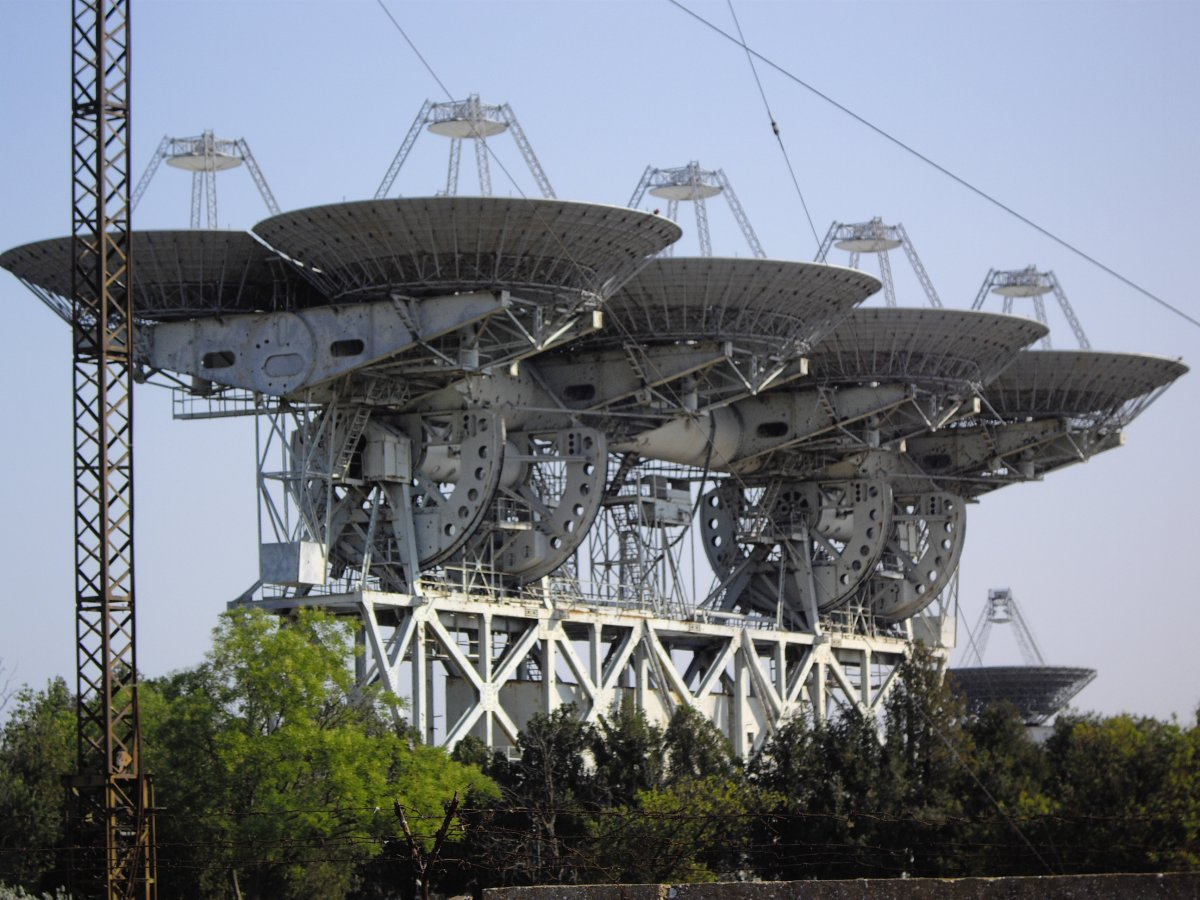
Ранній планетарний радар Плутон, побудований в Євпаторії в 1960 році

Покладаючись на потужні наземні радари (потужністю до одного мегавата), радарна астрономія здатна надати надзвичайно точну астрометричну інформацію про структуру, склад і рух об'єктів Сонячної системи. Це допомагає сформувати довгострокові прогнози зіткнення астероїда з Землею, як це було зроблено для астероїда 99942 Апофіс. Зокрема, оптичні спостереження вимірюють, де на небі з'являється об'єкт, але не можуть з високою точністю виміряти відстань. З іншого боку, радар безпосередньо вимірює відстань до об'єкта і його променеву швидкість. Поєднання оптичних і радіолокаційних спостережень зазвичай дозволяє передбачити орбіти принаймні на десятиліття, а іноді й на століття вперед.
Багато успішних радарних спостережень було здійснено за допомогою радіотелескопа Аресібо. Після його аварії в серпні 2020 року, єдиним регулярно використовуваним радіолокаційний астрономічним інструментом залишився Голдстоунський радар Сонячної системи.

## Переваги
Радіолокаційна астрономія дозволяє вимірювати багато різних характеристик сигналу: зміну частоти, часу приходу, поляризації сигналу.
Вона дозволяє просторово розрізняти навіть невеликі об'єкти. А вимірювання часу ходу сигналу дає можливість вимірювати відстань з точністю, недоступною в більшості інших галузей спостережної астрономії.
Радіосигнал здатен проникати через оптично непрозоре середовище. Він чутливий до високих концентрацій металу або льоду на поверхні досліджуваного тіла.

## Недоліки
Максимальний діапазон астрономії за допомогою радара дуже обмежений і обмежується Сонячною системою. Це пояснюється тим, що потужність сигналу дуже різко падає з відстанню до цілі. Відстань, на якій радар може виявити об'єкт, пропорційна кореню квадратному з розміру об'єкта (бо прийнятий радаром сигнал прямо пропорційний квадрату розміру об'єкта і зворотно пропорційний четвертому степеню відстані до нього). Радар може виявити кілометровий об'єкт лише на відстані в долі астрономічної одиниці, а об'єкт розміром в сотні кілометрів — на відстані порядку 10 астрономічних одиниць.

## Історія

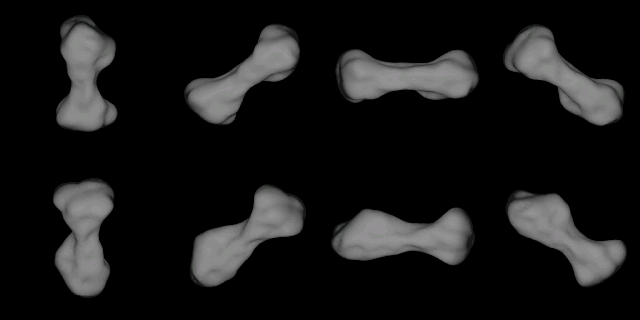
Комп'ютерна модель астероїда 216 Клеопатра, заснована на радіолокаційному дослідженні

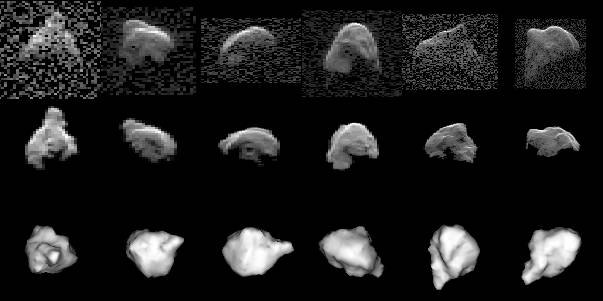
Радарні зображення та комп'ютерна модель астероїда

Місяць знаходиться відносно близько і був досліджений радаром ще в 1946 році, незабаром після винайдення радара. Вимірювання дало шорсткість поверхні та пізніше дозволило картографування затінених областей біля полюсів.
Наступною за складністю ціллю була Венера. Ця ціль мала дуже велику наукову цінність, оскільки дозволяла точно виміряти астрономічну одиницю, що було необхідно розрахунку траєкторій міжпланетних космічних кораблів. Крім того, такий результат мав би велике значення для зв'язків із громадськістю та був чудовою демонстрацією успіху для установ, які фінансували радарні дослідження. Тож існував значний тиск, щоб отримати науковий результат із шумних даних, що було досягнуто шляхом інтенсивної постобробки результатів, використовуючи очікуване значення, щоб визначити, де шукати. Це призвело до перших заяв про радарне детектування Венери від лабораторії Лінкольна, обсерваторії Джодрелл-Бенк і Володимира Котельникова з СРСР, які тепер відомі як невірні. Усі вони узгоджувалися між собою та з умовним значенням астрономічної одиниці на той час, 149467000.
Перше однозначне виявлення Венери було зроблено Лабораторією реактивного руху 10 березня 1961 року. Використовуючи дані про швидкість і дальність Венери, було визначено нове значення астрономічної одиниці 149598500±500. Як тільки стало відоме правильне значення, інші групи знайшли відлуння у своїх архівних даних, які узгоджувалися з цим результатом.
Нижче наведено список планетних тіл, які спостерігалися методами радарної астрономії:
- Меркурій — покращене значення відстані від Землі, тест загальної теорії відносності. Період обертання, лібрація, картування поверхні, особливо полярних регіонів.
- Венера — перше радарне виявлення в 1961 році. Період обертання, властивості поверхні. Місія «Магеллан» склала карту всієї планети за допомогою радіовисотоміра.
- Земля — численні авіаційні та космічні радари картували всю планету для різних цілей. Одним із прикладів є програма Shuttle Radar Topography Mission, яка в 2000 році картувала великі частини поверхні Землі з роздільною здатністю 30 метрів.
- Марс — картування шорсткості поверхні з обсерваторії Аресібо. Місія «Марс-експрес» оснащена георадаром.
- Система Юпітера — супутники Галілея
- Система Сатурна — кільця та Титан з обсерваторії Аресібо, картування поверхні Титана та спостереження за іншими супутниками з космічного корабля «Кассіні».

## Астероїди й комети
Радар дає можливість з поверхні Землі вивчати форму, розмір, стан обертання та радіолокаційне альбедо астероїдів і комет. Радіолокаційні зображення астероїдів мають роздільну здатність до 7,5 метрів.
Станом на 2018 рік були проведені радіолокаційні спостереження 789 навколоземних астероїдів, 138 астероїдів головного поясу та 20 комет.
Багато тіл спостерігаються під час їх близького прольоту повз Землю.
До 2020 року обсерваторія Аресібо надавала інформацію про небезпечні для Землі зіткнення комет і астероїдів, дозволяючи прогнозувати зіткнення та близькі прольоти на десятиліття у майбутнє. Після аварії на Аресібо в розпорядженні астрономів залишився лише Голдстоунівський радар Сонячної системи, який є менш чутливим і не може забезпечити таку саму точність передбачень.

## Телескопи
- Обсерваторія Аресібо
- Голдстоунський комплекс далекого космосу
- РТ-70
- Плутон
- Deep Space Network[12]